# بجنی
بجنی (به ارمنی: Բջնի) یک شهرک در ارمنستان است که در استان کوتایک واقع شده‌است. بجنی در کیلومتری جنوب غرب هرازدان، مرکز استان کوتایک واقع شده‌است.

## خصوصیات
بجنی ۴۲٫۸۱ کیلومترمربع مساحت و ۳٬۰۱۰ نفر جمعیت دارد و ۱۶۱۰ (۱٬۵۵۰) متر بالاتر از سطح دریا واقع شده‌است.

## نگارخانه

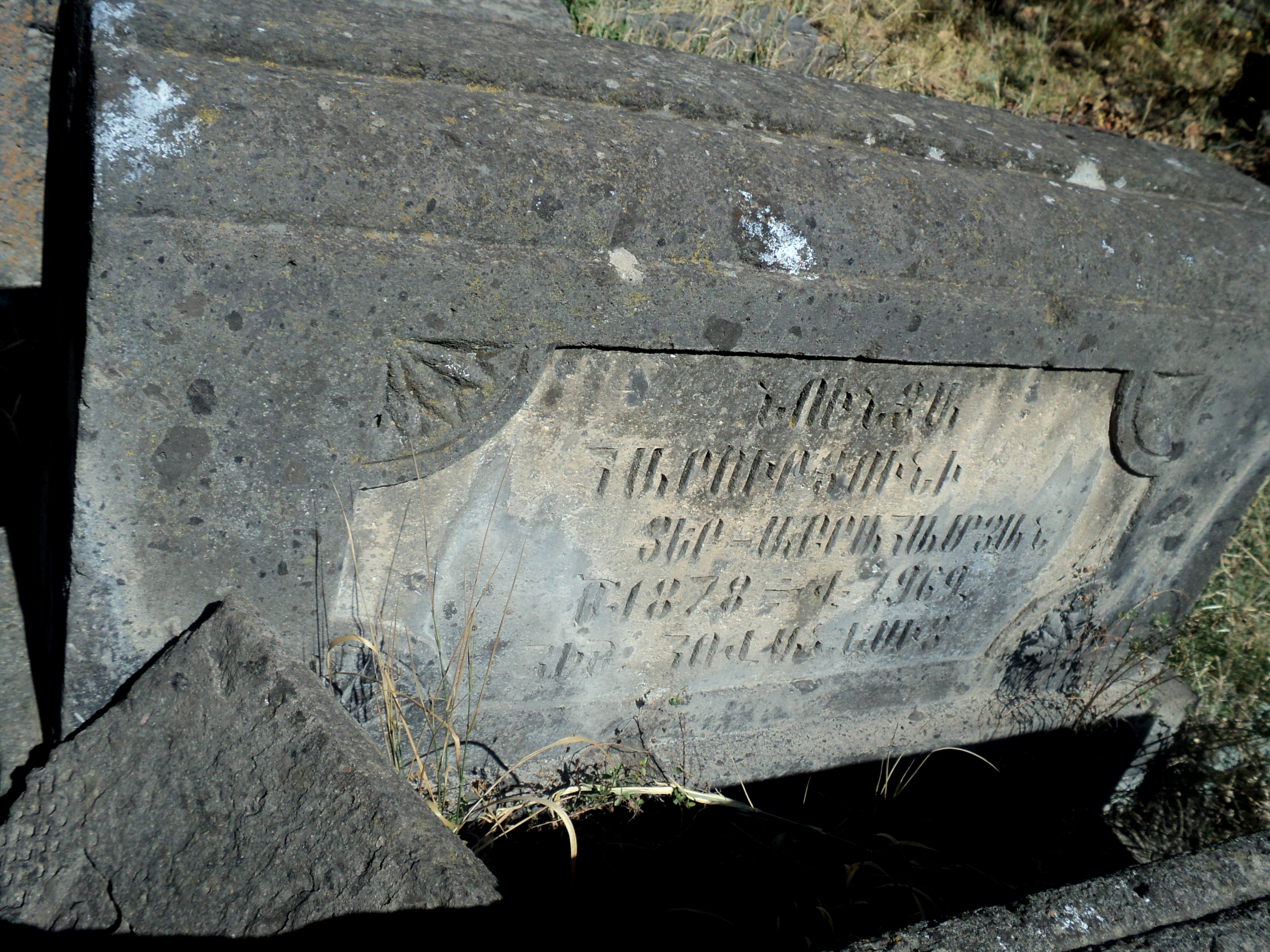
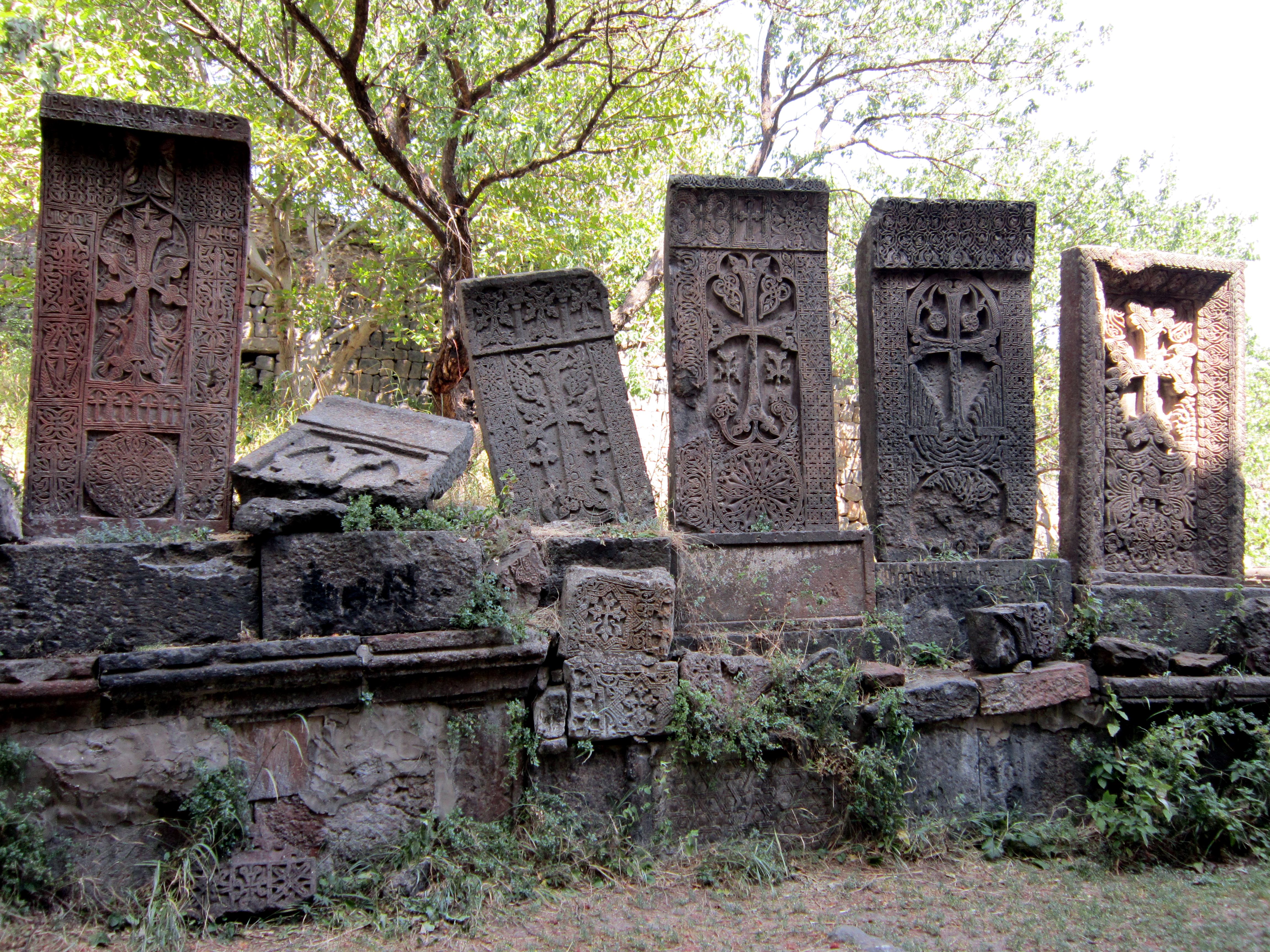
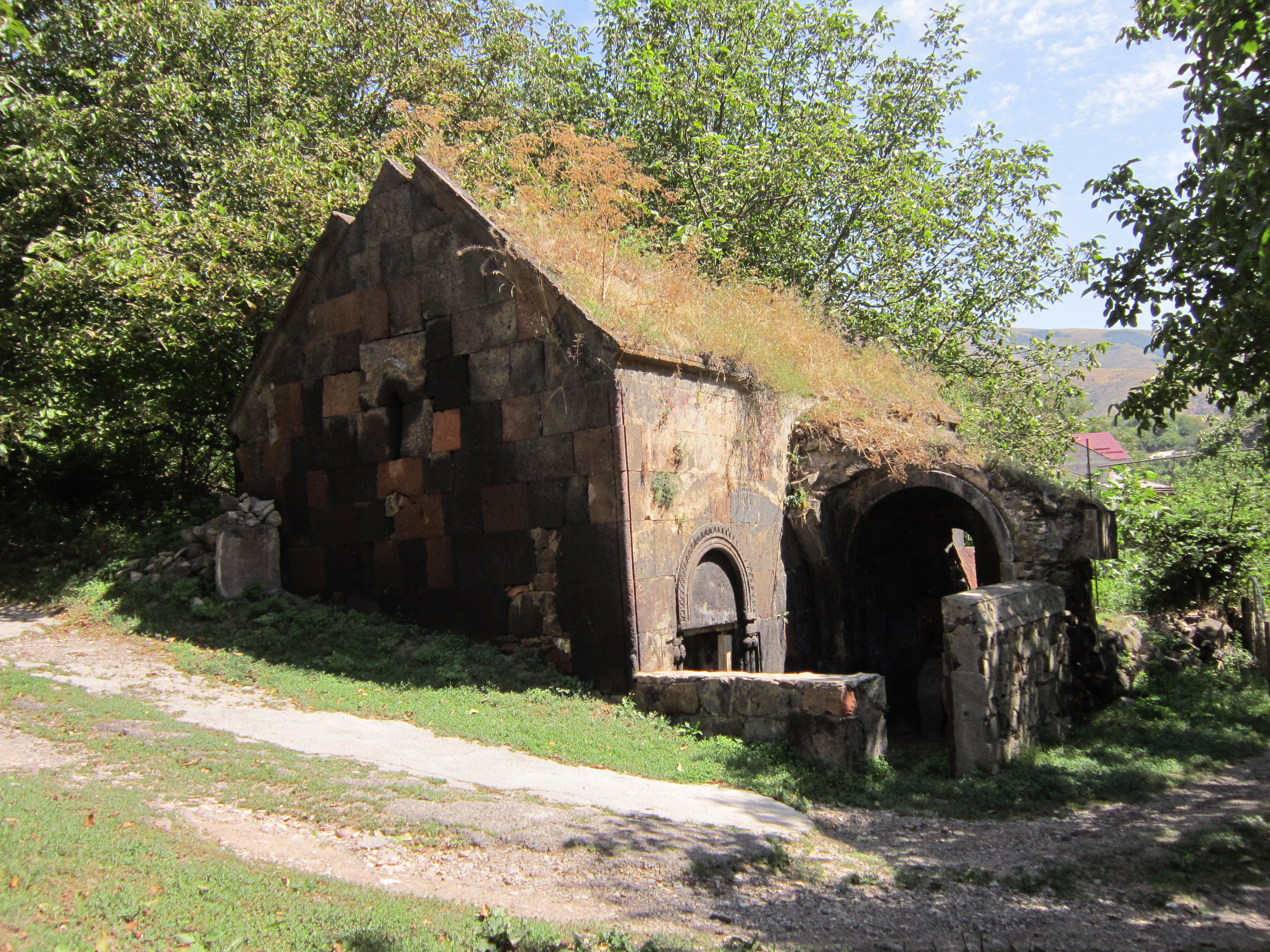
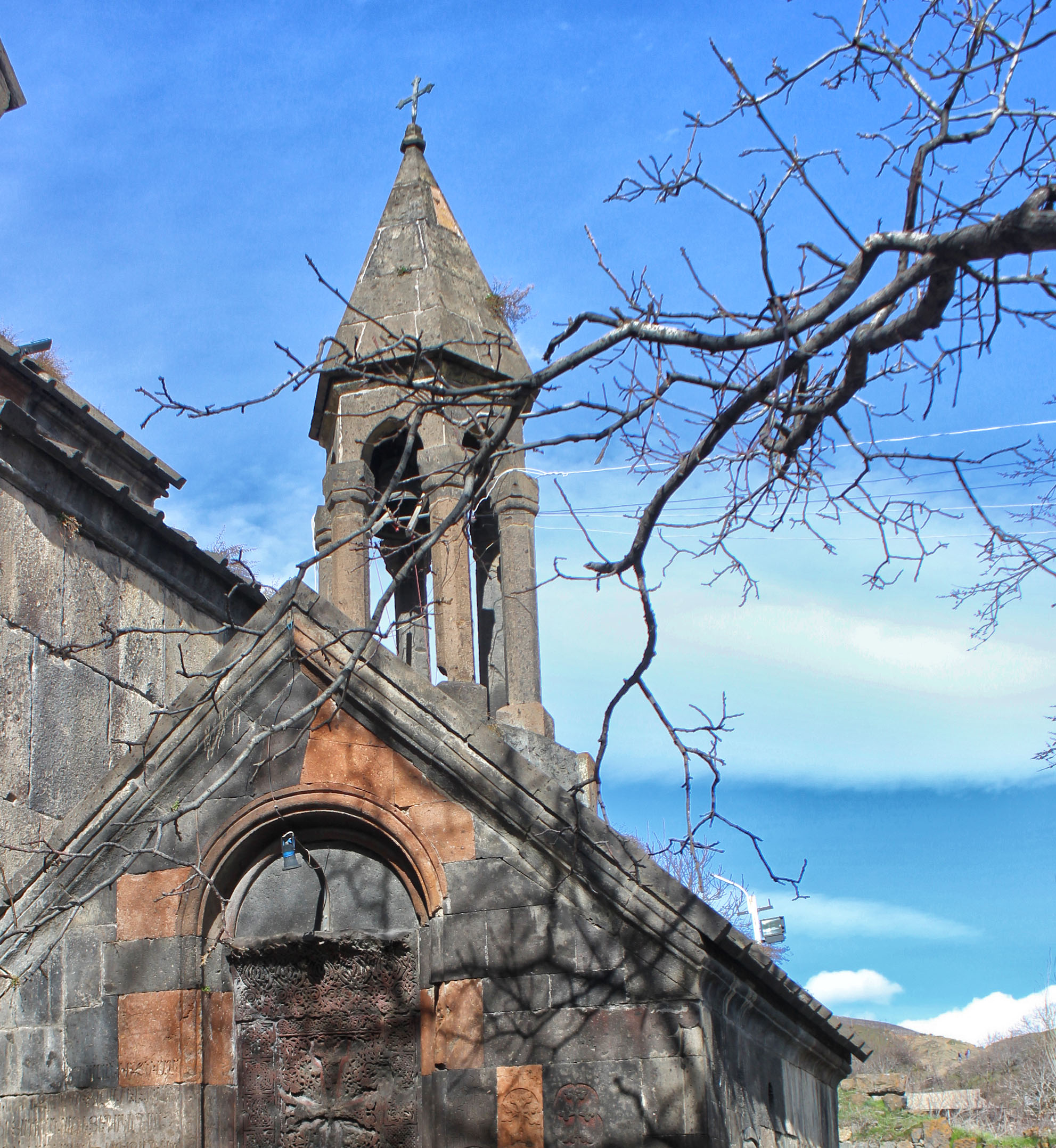
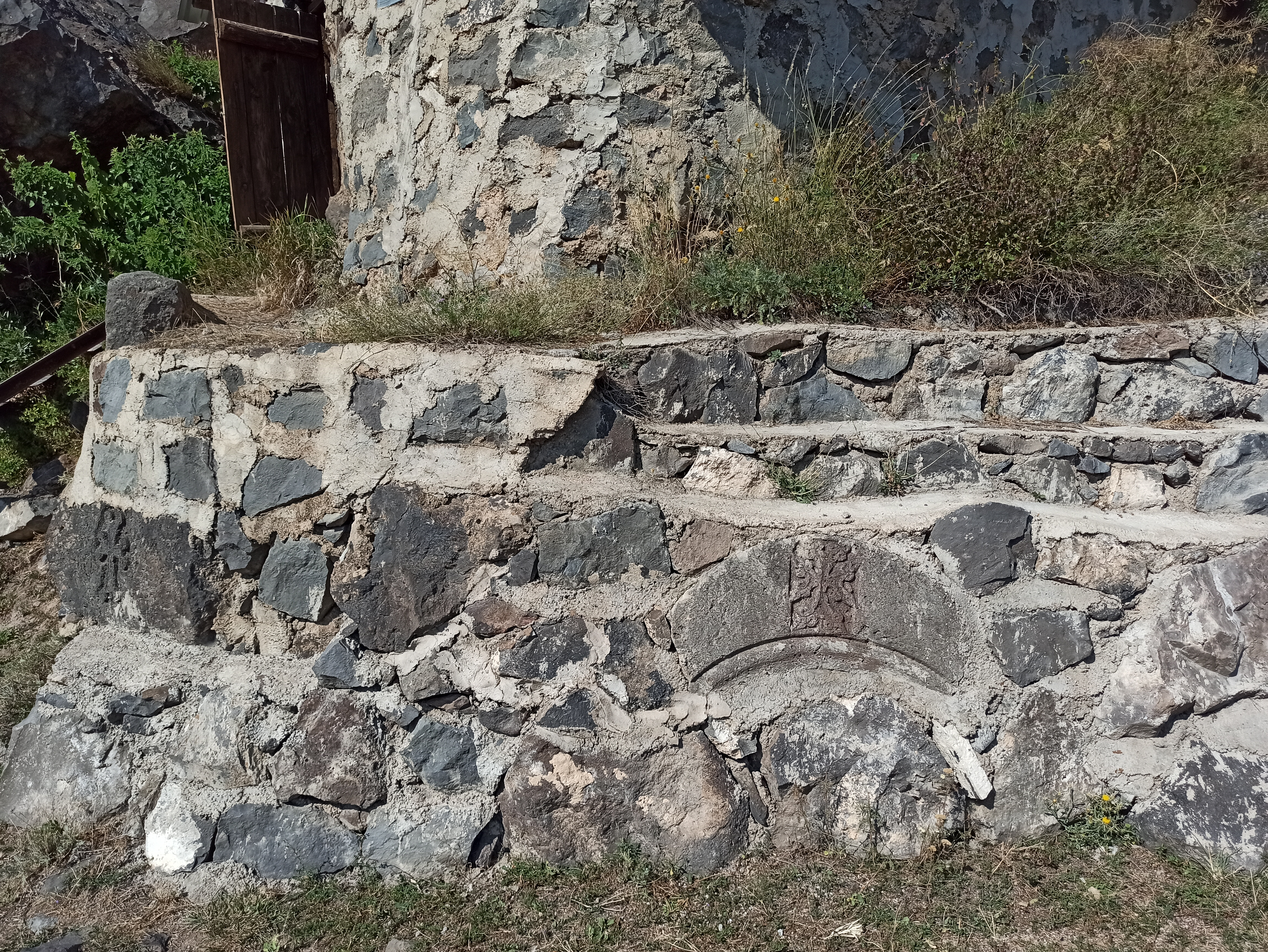
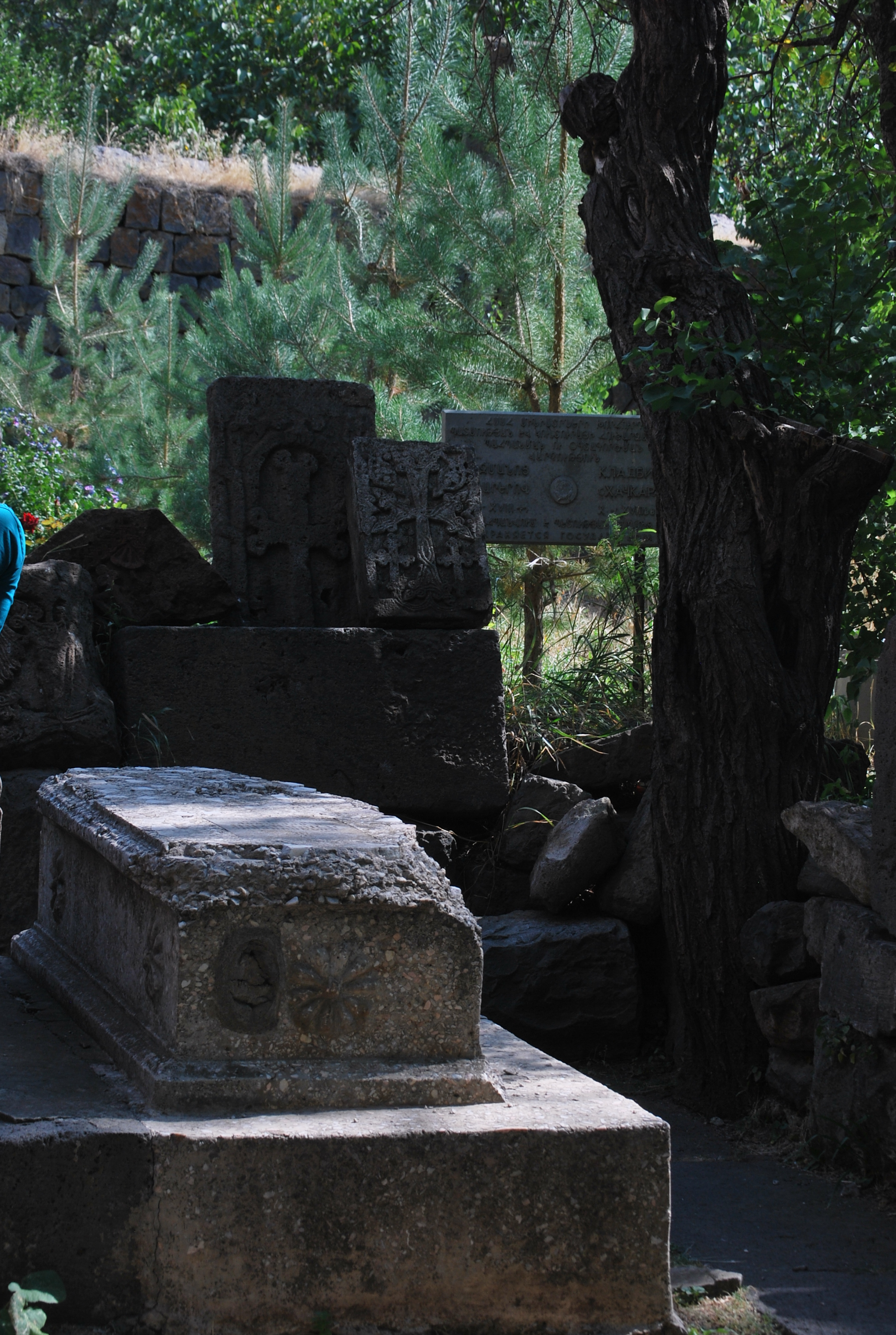
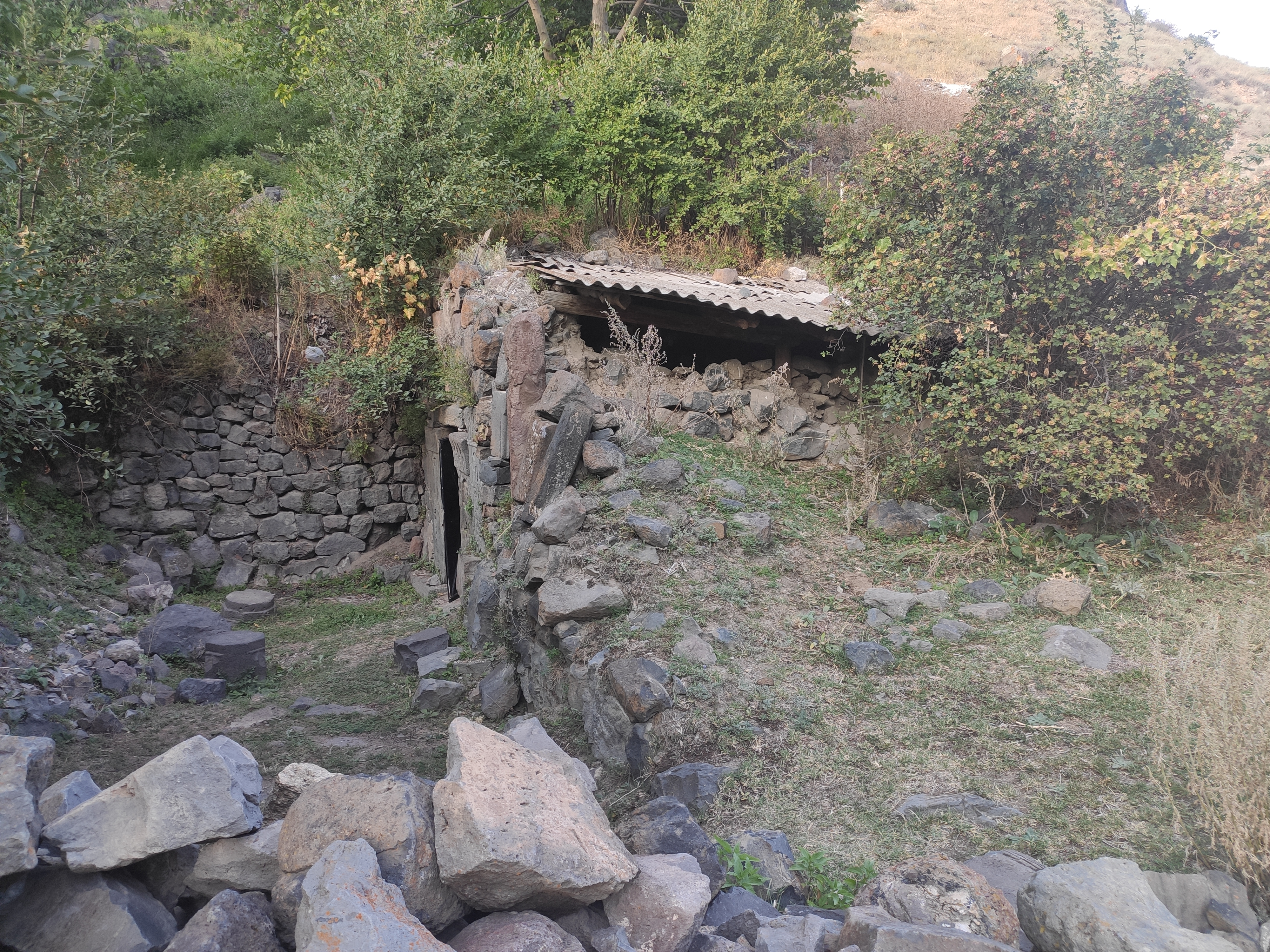
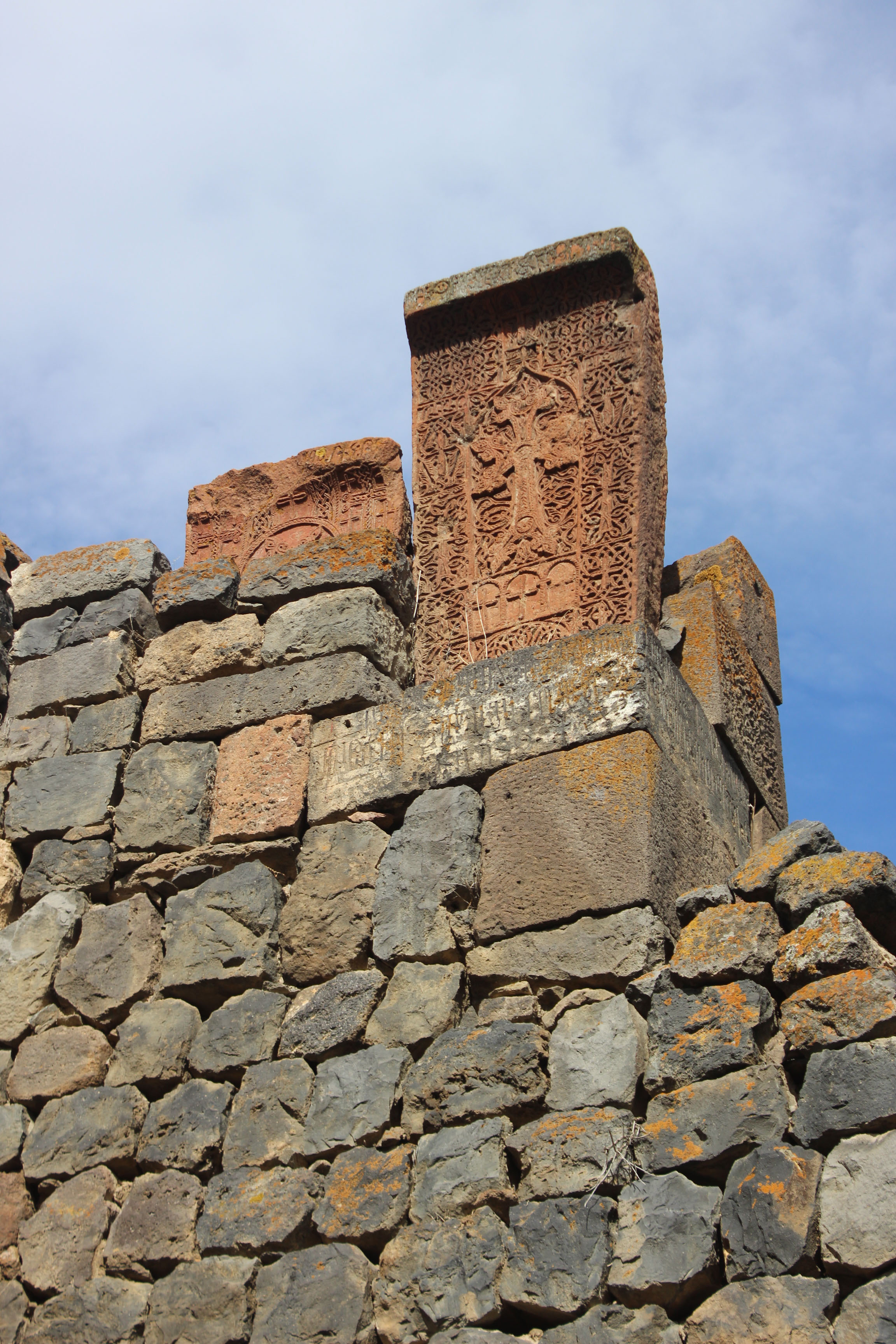
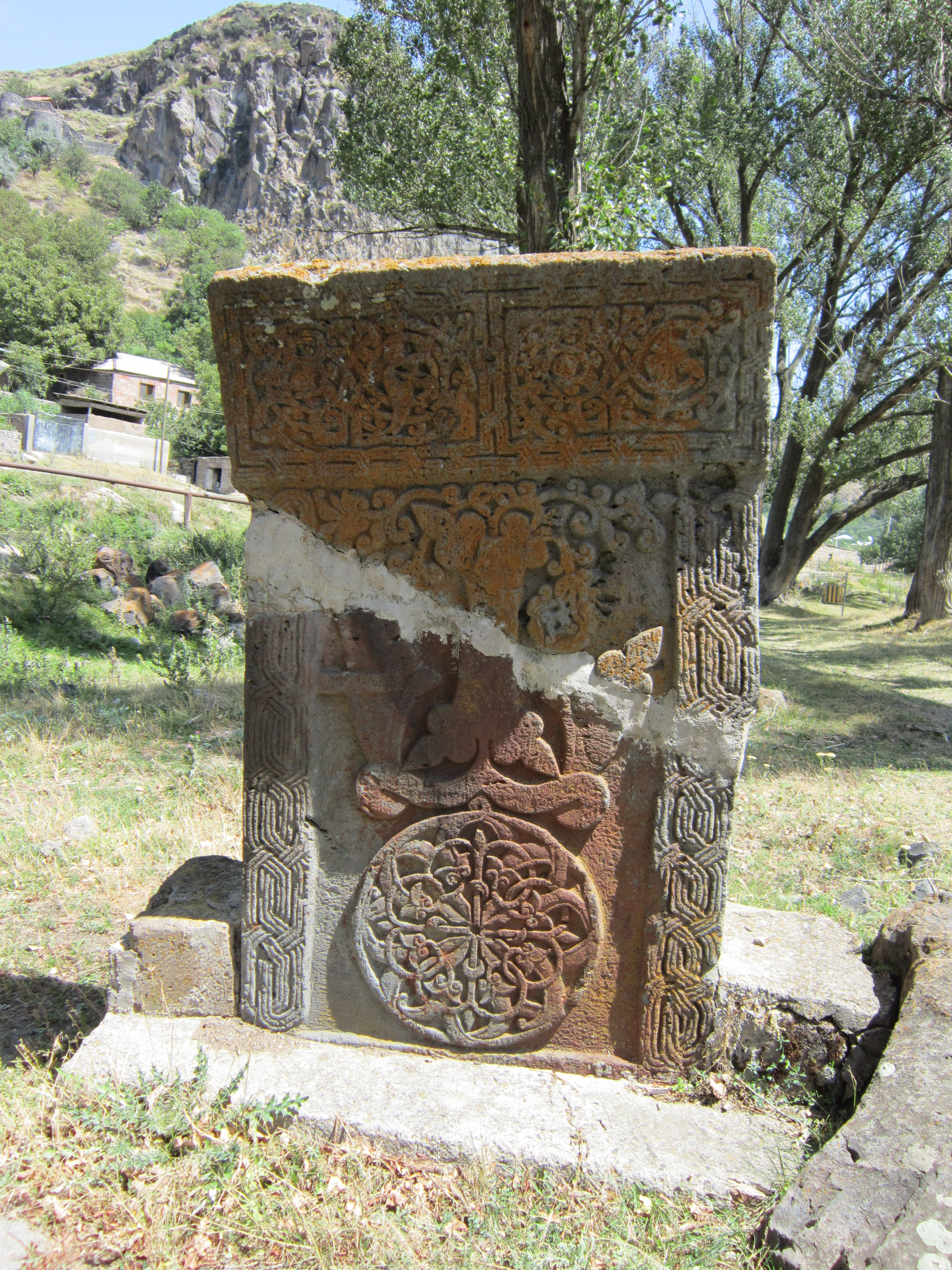
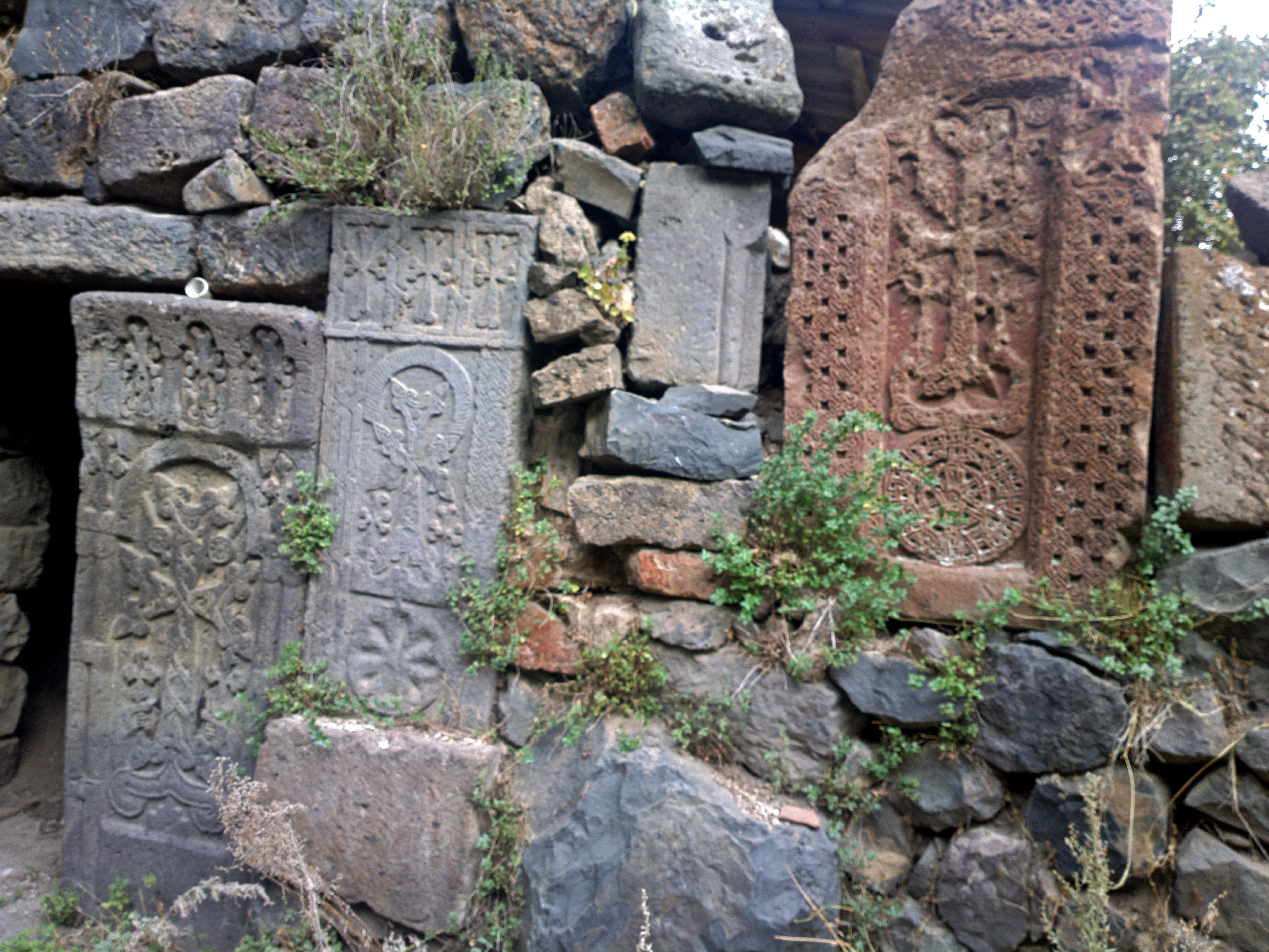
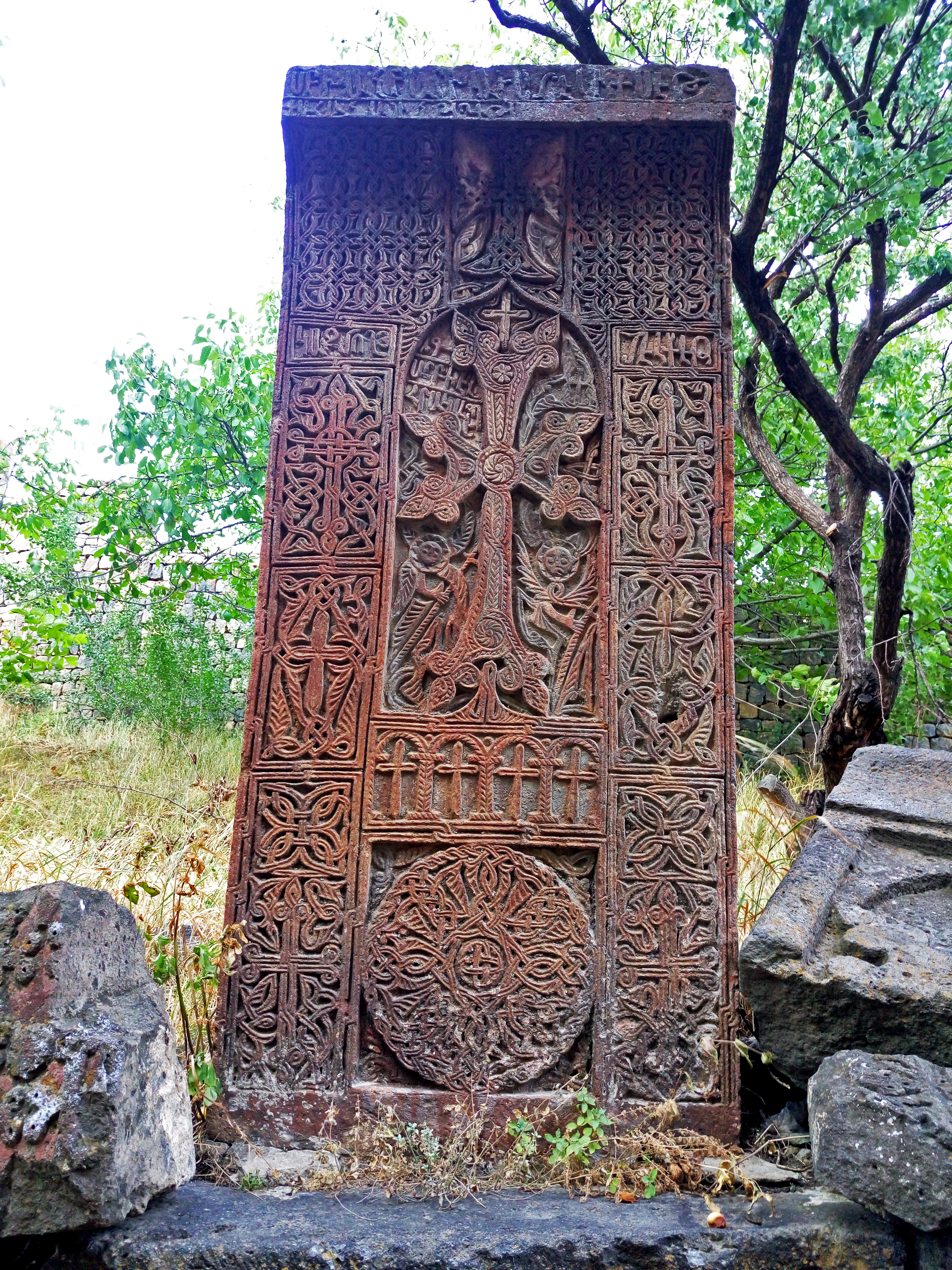
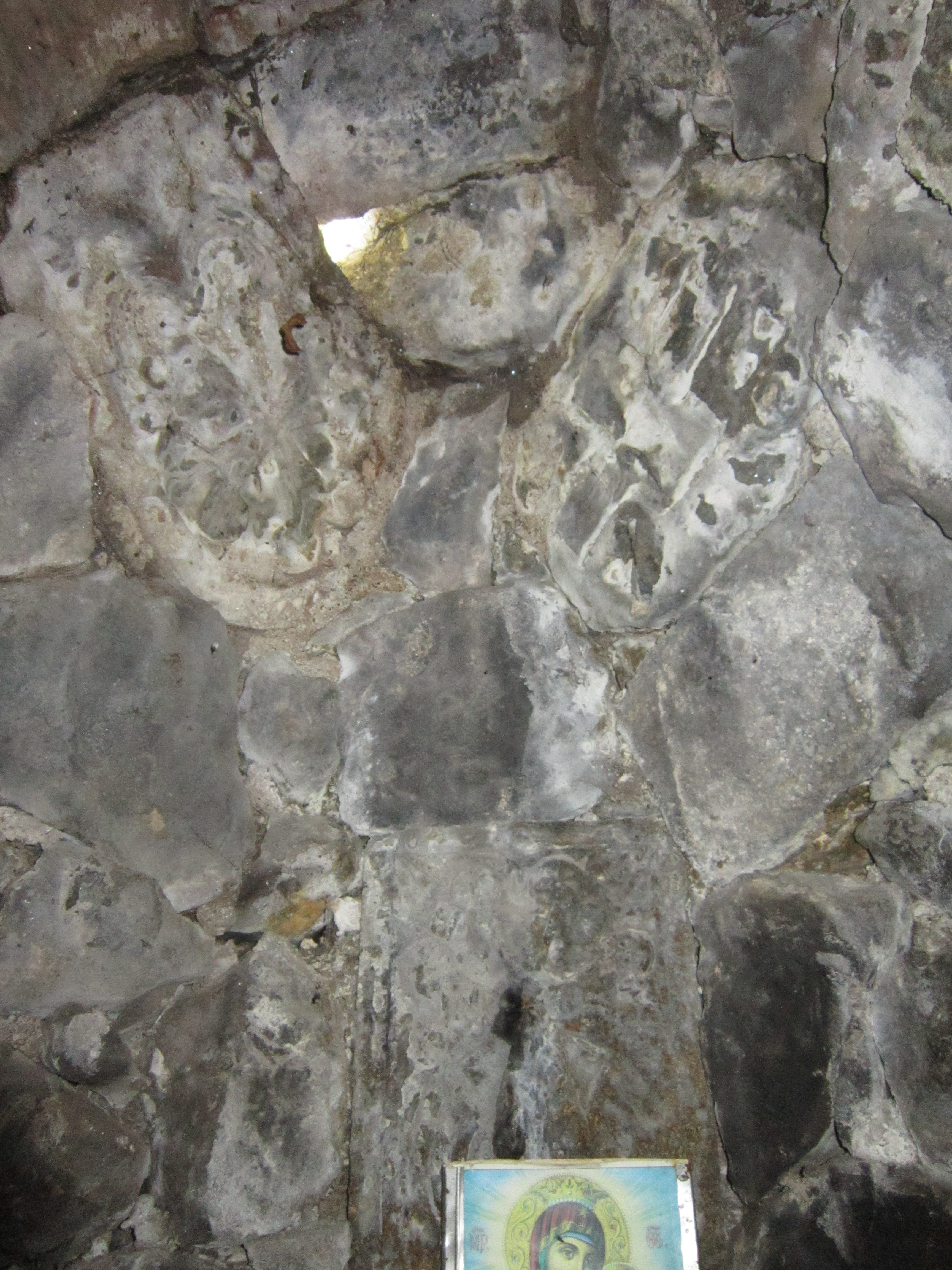
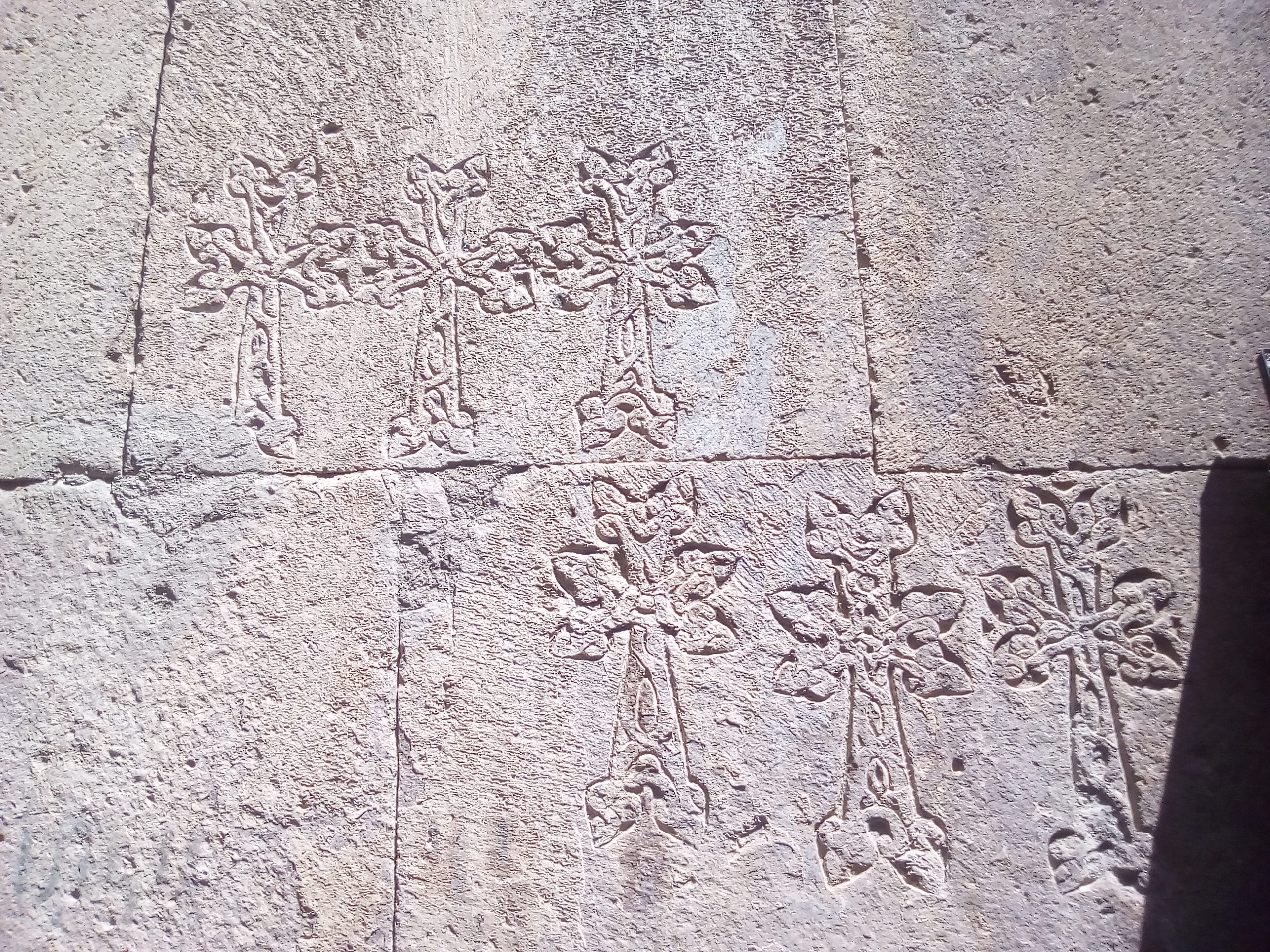
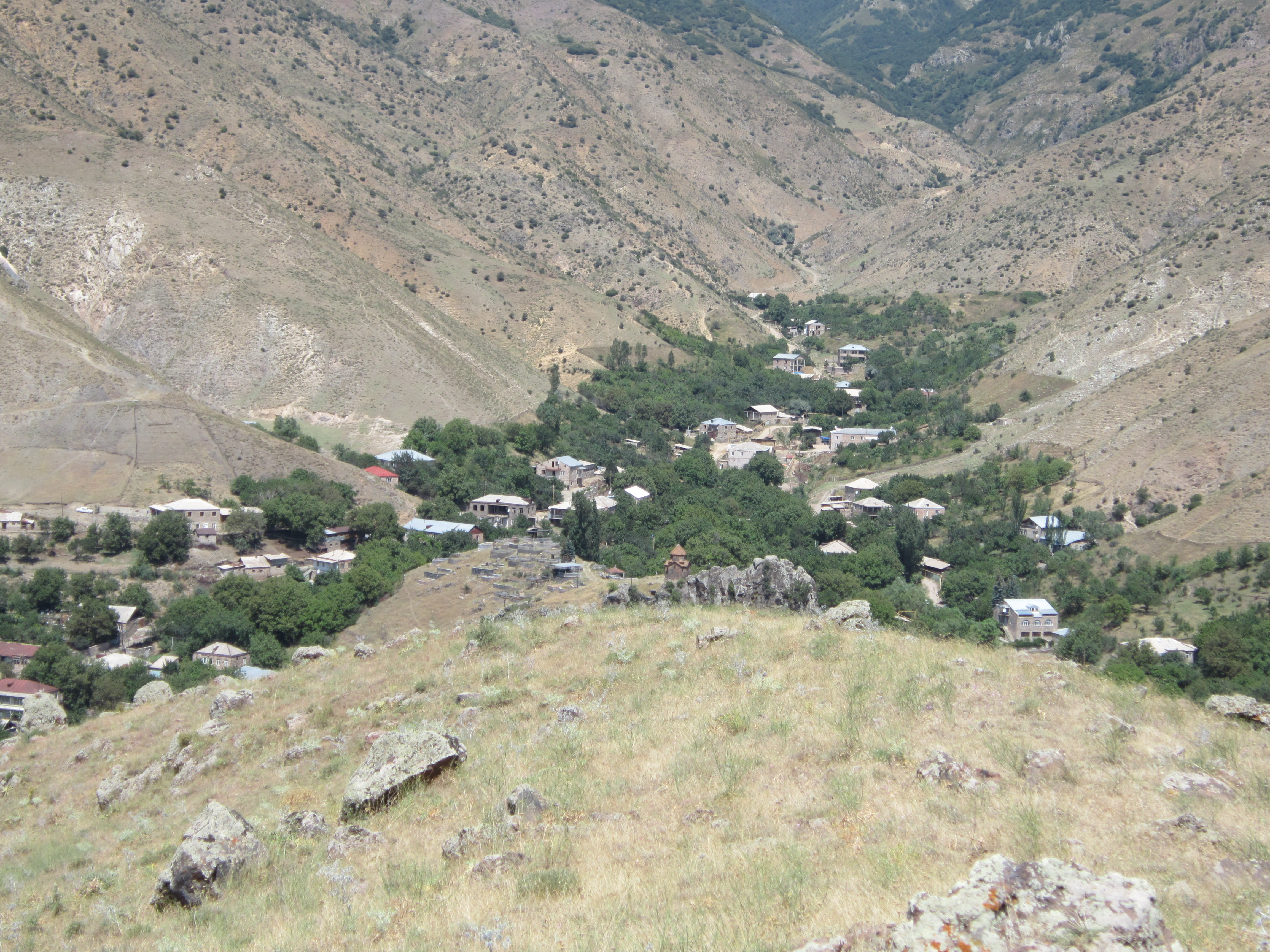
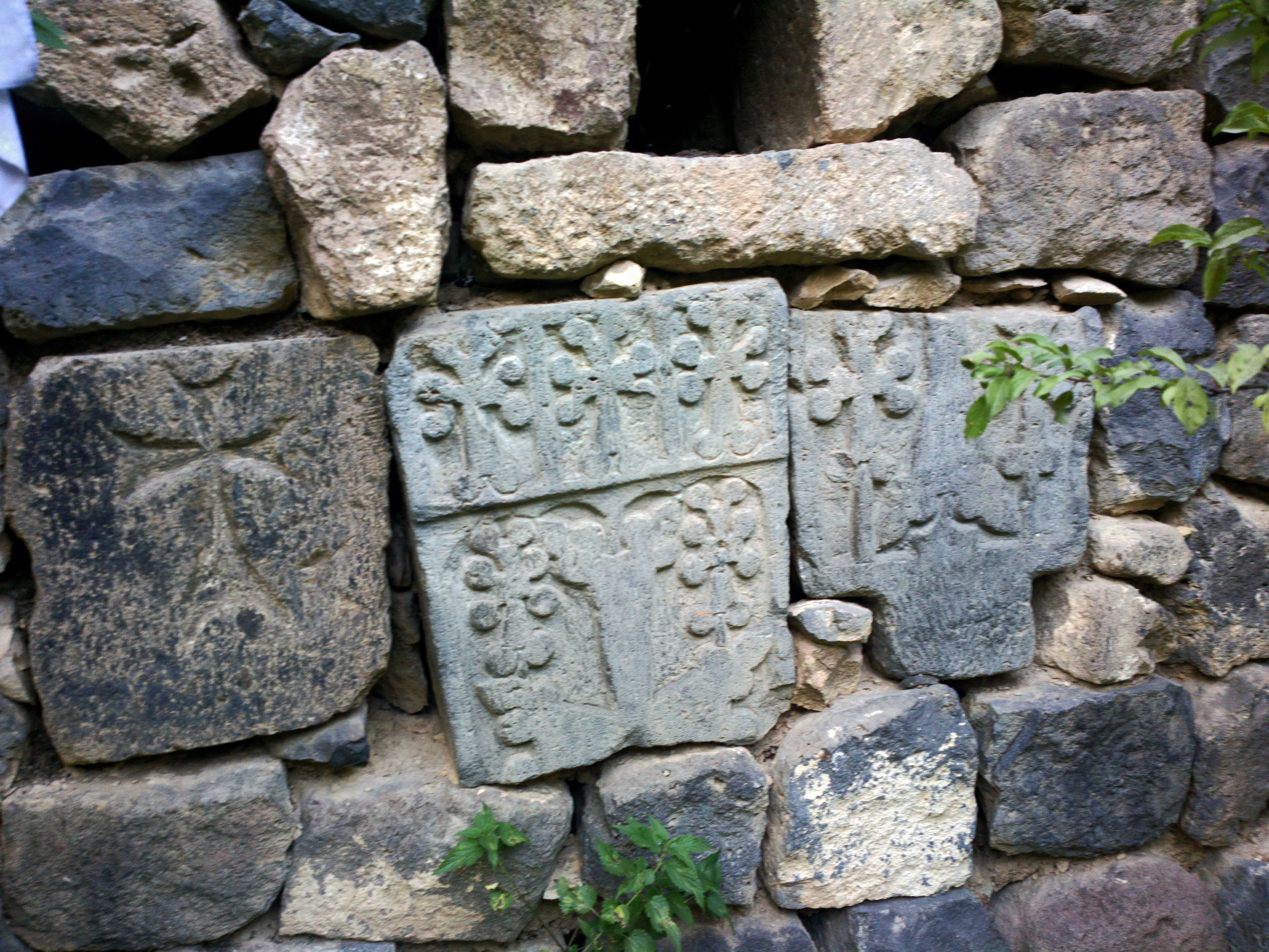
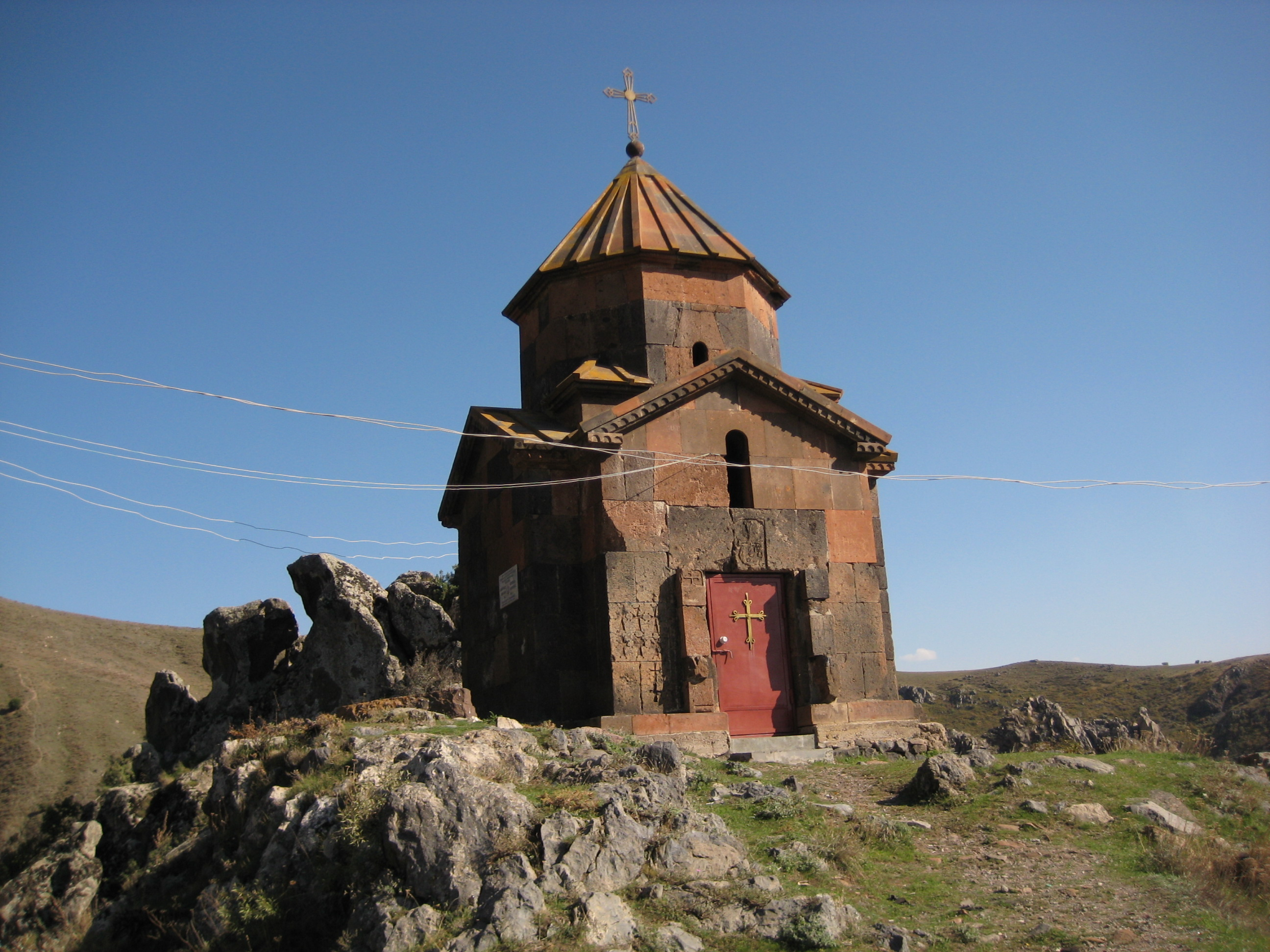
Church of Saint Sargis atop a stone outcrop in the middle of the village east of the fortress.
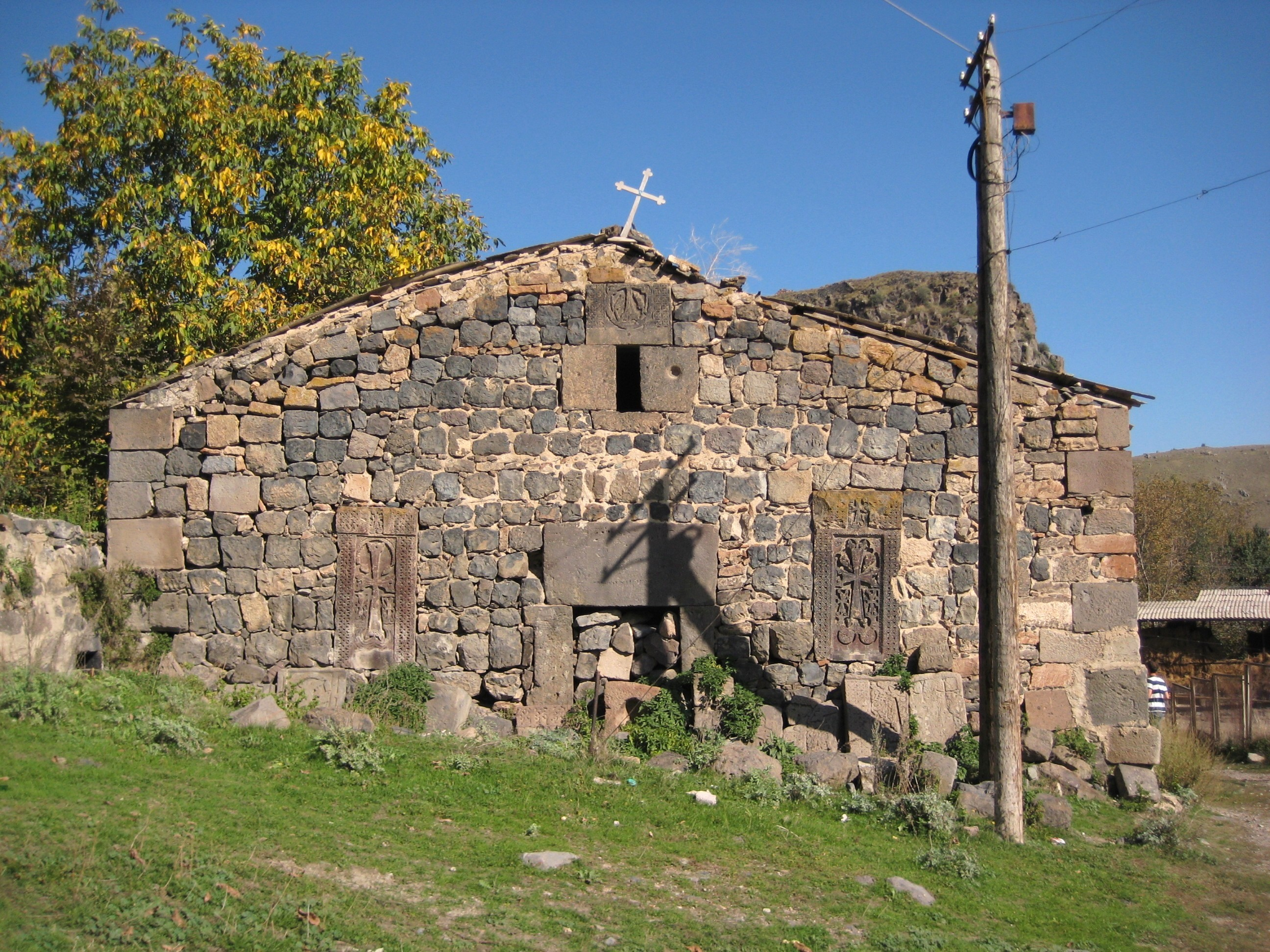
کلیسای گئورگ مقدس بناشده در سده 13 ام میلادی sits just a couple houses away from Bjni Church.
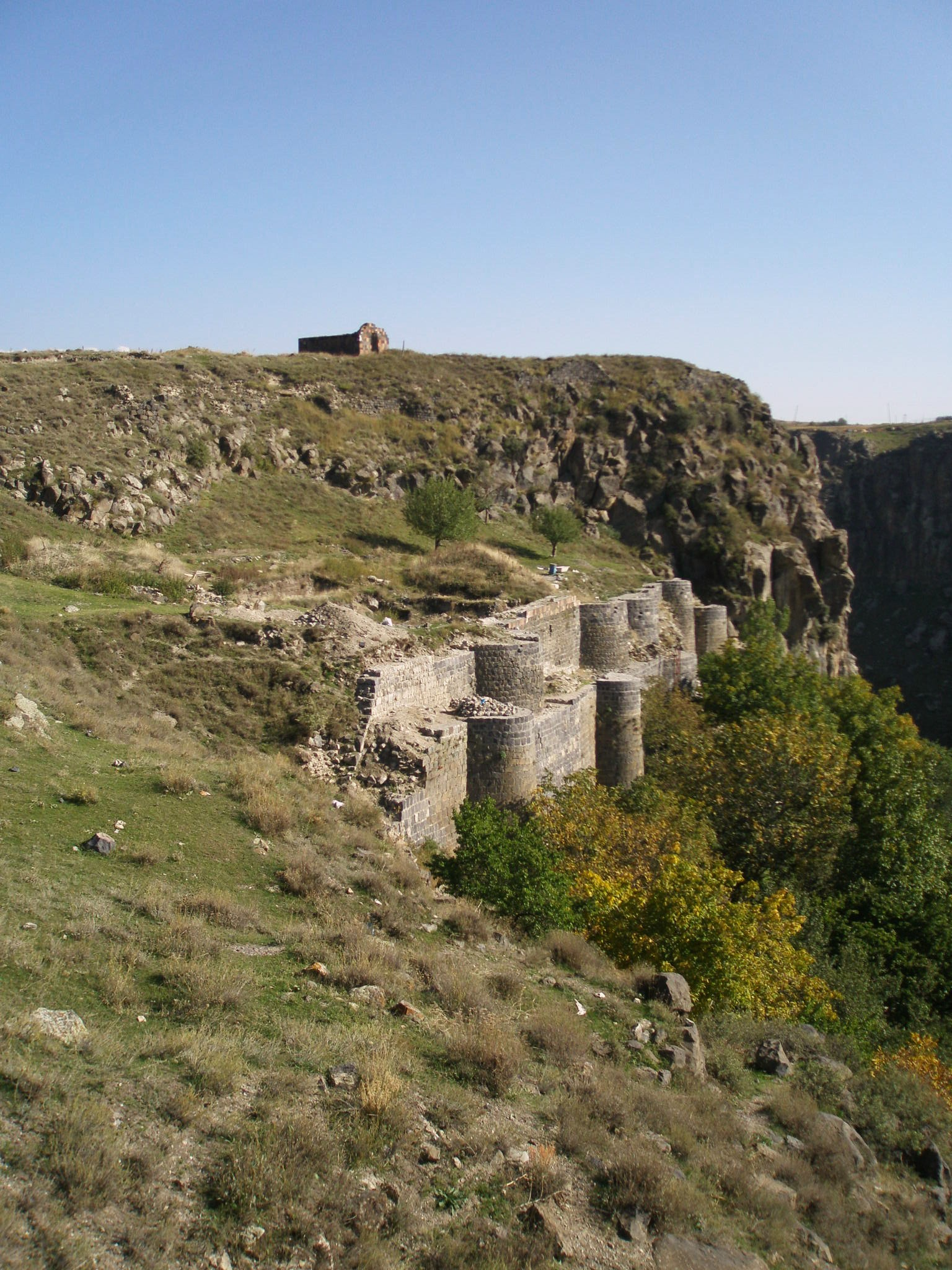
Remains of Bjni Fortress with a medieval structure being rebuilt upon the plateau.
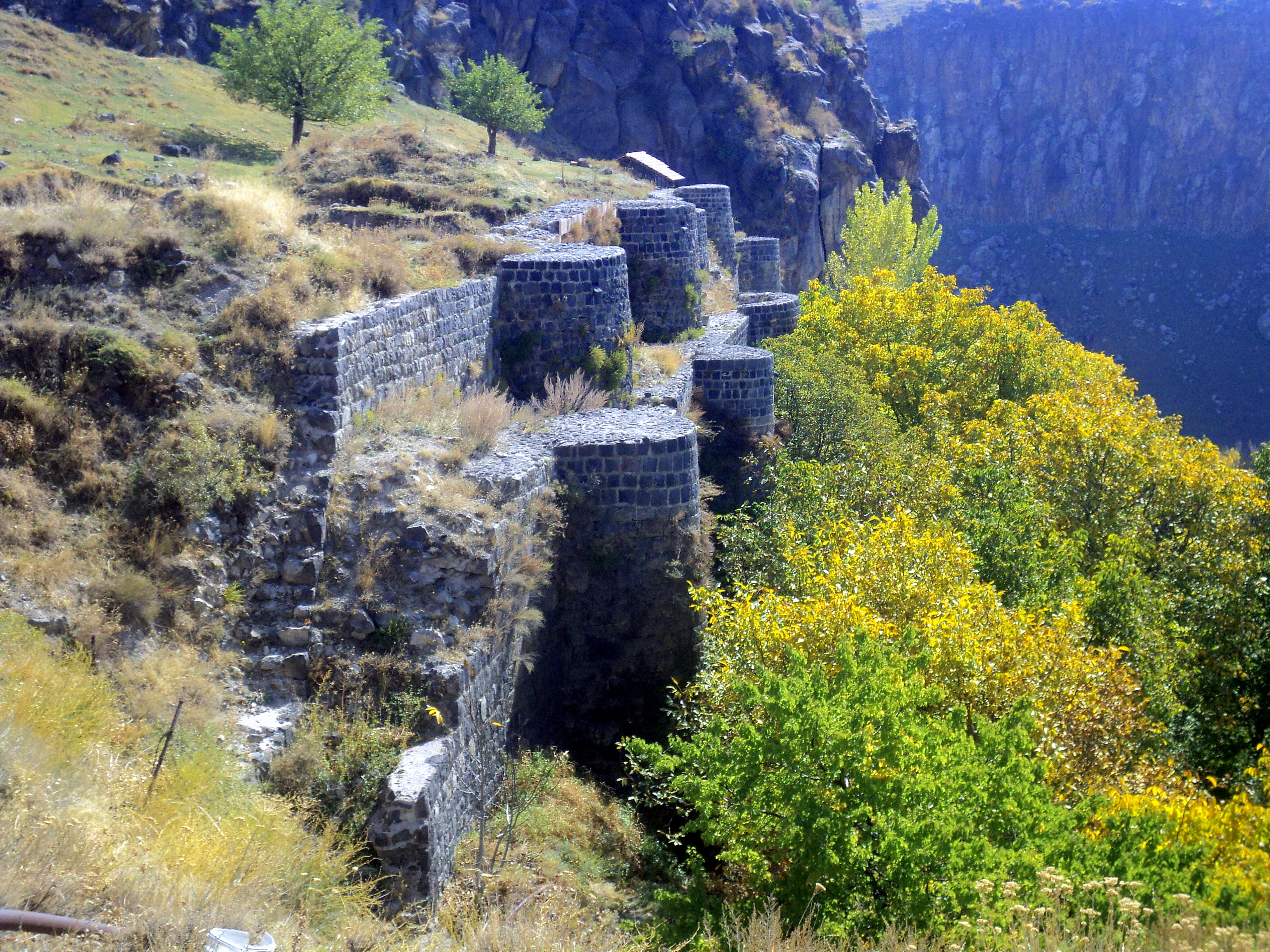
The remains of Bjini castle